# 多马尔丹

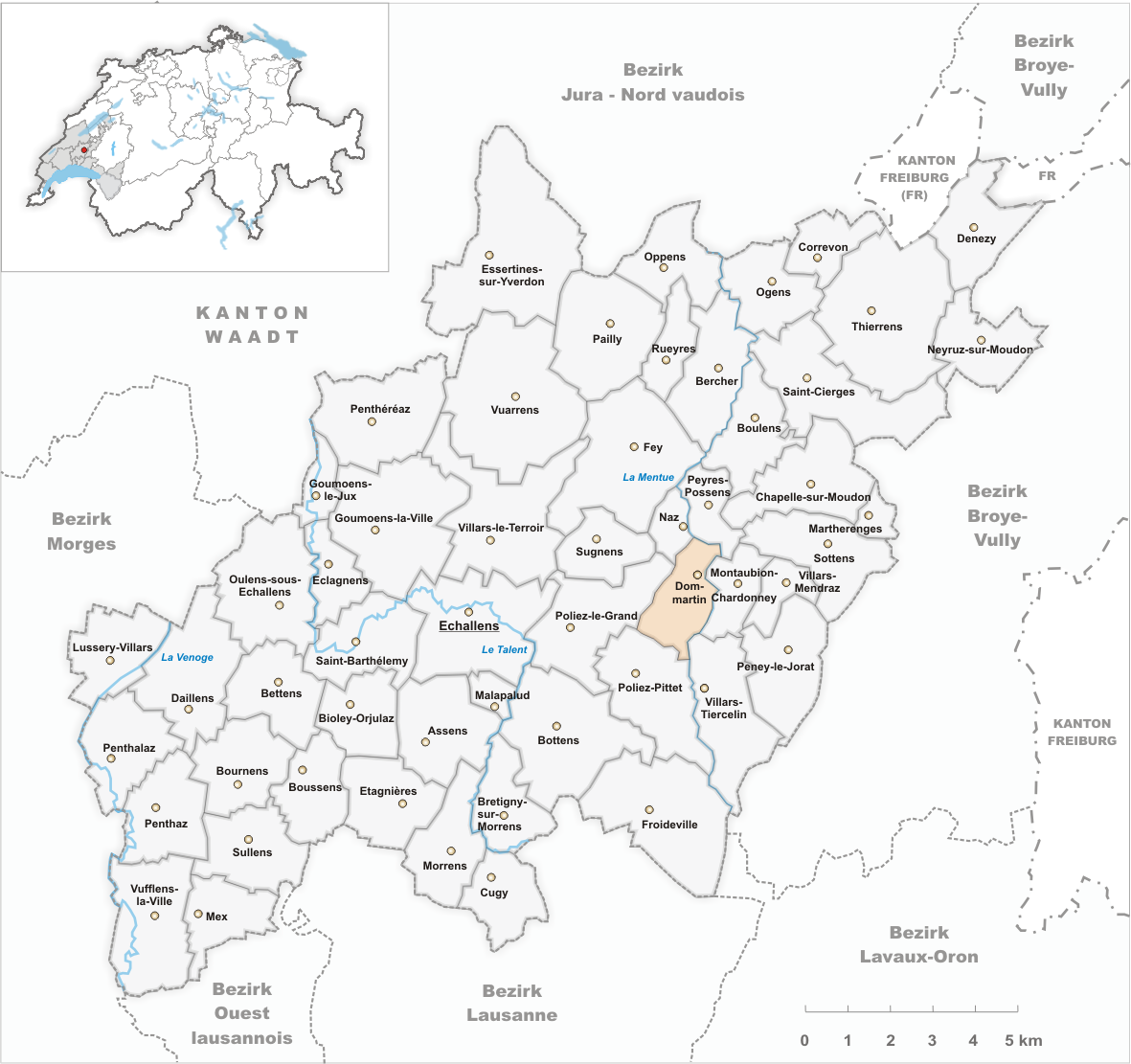
原多马尔丹镇位置示意图

多马尔丹（法語：Dommartin）是2011年7月1日之前瑞士联邦西部法语区的沃州下设的一个镇。在行政上属于沃州格罗区管辖。多马尔丹的总面积为2.94平方公里。截至2010年底，总人口为266。现已并入蒙蒂利耶。

## 历史
2010年3月5日，多马尔丹通过全民公决，通过了与纳村、大波利耶、叙尼昂合并为新的蒙蒂利耶镇的动议。2011年7月1日，蒙蒂利耶正式成立。